# فومي دان
فومي دان (باليابانية: 檀ふみ؛ بالكانا: だん ふみ) هي مؤدية صوت وممثلة يابانية، ولدت في 5 يونيو 1954 في نيريما في اليابان.

## أعمال

### أفلام
- (1999) بعد المطر

## وصلات خارجية
- فومي دان على موقع IMDb (الإنجليزية)
- فومي دان على موقع ألو سيني (الفرنسية)
- فومي دان على موقع أول موفي (الإنجليزية)
- فومي دان على موقع قاعدة بيانات الفيلم (الإنجليزية)
- فومي دان على موقع كينوبويسك (الروسية)